# Lucas Sauberschwarz
Lucas Sauberschwarz (* 3. Oktober 1980 in Düsseldorf) ist ein deutscher Unternehmer und Autor zu den Themen Strategie, Innovation und New Work.

## Berufliche Laufbahn
Sauberschwarz studierte Betriebswirtschaftslehre mit Schwerpunkt Wirtschaftsinformatik an der EBS Universität für Wirtschaft und Recht. Nach seinem Studium arbeitete er in Führungspositionen beim französischen Konsumgüterkonzern L’Oréal und dem Lebensmittelhersteller Schwartauer Werke. Im Anschluss baute er eine Digitalagentur mit mehr als 100 Mitarbeitern auf. 2011 gründete Sauberschwarz das Unternehmen Venture Idea, das als Managementberatung für Strategie, Innovation und Organisation mit mehr als der Hälfte der DAX-Konzerne zusammengearbeitet hat. Mit Venture Idea gewann er 2018 den Best of Consulting Mittelstand Award der Wirtschaftswoche in der Kategorie Innovation & Wachstum sowie 2019 in der Kategorie Strategy. Zudem wurde sein Unternehmen von der Wirtschaftszeitschrift brand eins in die Liste der besten Berater Deutschlands 2020 im Bereich Innovation, Wachstum aufgenommen, sowie 2025 im Bereich Strategieentwicklung.
Sauberschwarz ist darüber hinaus als Direktor für das Center for Innovation am Management Institut St. Gallen (SGMI) tätig. Am 14. September 2018 war Sauberschwarz einer der Mitveranstalter von TEDxKoenigsallee, der ersten TED-Veranstaltung in Düsseldorf.